# Хорватско-черногорские отношения
Хорватско-черногорские отношения — двусторонние дипломатические отношения между Хорватией и Черногорией. Протяжённость государственной границы между странами составляет 19 км.

## История
В августе 2003 президент Хорватии Степан Месич и президент Черногории Филип Вуянович провели первую официальную встречу на высшем уровне. В ходе переговоров стороны пришли к мнению, что между странами нет проблемных вопросов. В 2015 году состоялась встреча премьер-министра Черногории Мило Джуканович и спикера Хорватского сабора Йосипа Леко. Во время переговоров хорватский политик заявил, что Загреб полностью поддерживает стремление Черногории вступить в НАТО и Европейский союз.
В сентябре 2018 года разгорелся спор между странами о принадлежности торгового судна времён Королевских военно-морских сил Югославии. Черногория отказалась передавать корабль Хорватии мотивируя это тем, что после распада Социалистической Федеративной Республики Югославия судно находилось на её территории. В ответ Хорватия пригрозила заблокировать процесс вступления Черногории в Европейский союз.

## Торговля
В 2016 году Черногория поставила в Хорватию товаров на сумму 137 млн. долларов США.

## Дипломатические представительства
- Хорватия имеет посольство в Подгорице[7].
- У Черногории имеется посольство в Загребе[8].